# Edina Tóth
Edina Tóth é uma política húngara que actualmente actua como Membro do Parlamento Europeu pelo partido Fidesz.